# 저스틴 루프

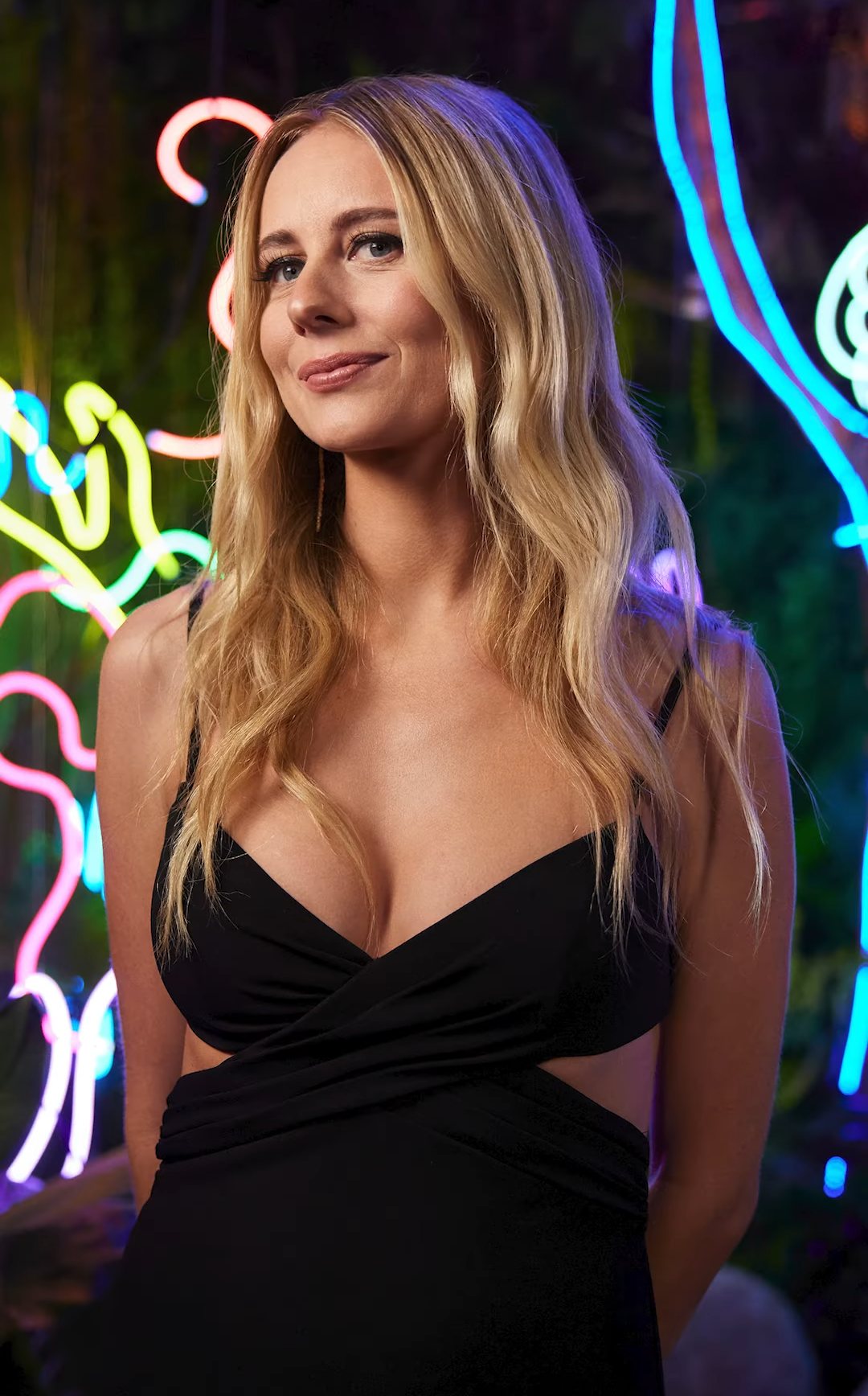

저스틴 루프(Justine Lupe, 1989년 5월 31일 ~ )는 미국의 배우이다.
덴버에서 태어났다.

## 출연 작품

### 영화
- 프란시스 하 (2012) - 네사 역
- 엑스-걸프렌즈 (2012, Ex-Girlfriends)
- 어 미드썸머 나이츠 드림 (2016, A Midsummer Night's Dream)
- 럭키스트 걸 얼라이브 (2022, Luckiest Girl Alive) - 넬 루서포드 역

### 텔레비전
- 언포게터블 (2011)
- 사우스랜드 (2012)
- 해리스 로우 (2012)
- 로열 페인스 (2012)
- 셰임리스 (2013)
- 굿 와이프 (2015)
- 영거 (2016)
- 브레인데드 (2016, BrainDead)
- 마담 세크리터리 (2016-18)
- 불 (2017)
- 미스터 메르세데스 (2017-19)
- 더 마블러스 미세스 메이즐 (2017-23)
- 스니키 피트 (2018, Sneaky Pete)
- 석세션 (2018-23)
- 로봇 치킨 (2021) - 목소리